# Two Lovers
Two Lovers (Los amantes, en Argentina; Dos amantes, en México) es un film de James Gray del año 2008. Fue estrenado en el marco de la selección oficial (en competencia) del Festival de Cannes de 2008.
La película está vagamente inspirada en la obra Noches blancas, de Fiódor Dostoyevski.

## Sinopsis
Cuenta la historia de Leonard, un joven judío que vuelve a casa de sus padres tras intentar suicidarse. Allí conoce a dos mujeres: Sandra, la encantadora hija del socio de su padre, y Michelle, una atractiva vecina con problemas emocionales. Sandra es perfecta a ojos de la familia de Leonard, pero este se siente muy atraído por Michelle.

## Reparto
- Joaquín Phoenix como Leonard Kraditor.
- Gwyneth Paltrow como Michelle Rausch.
- Vinessa Shaw como Sandra Cohen.
- Isabella Rossellini como Ruth Kraditor.
- Moni Moshonov como Rubén Kraditor.
- Elias Koteas como Ronald Blatt.
- Bob Ari como Michael Cohen.
- Julie Budd como Carol Cohen.

## Comentario
Joaquín Phoenix es el actor fetiche de James Gray. Ya había trabajado con él en We Own the Night (La noche es nuestra) y La otra cara del crimen. Así, junto con Two Lovers, han coincidido en tres de las cuatro películas del director.

## Influencias
Según el cineasta James Gray, la estética y ambientación de la película, más aún que el argumento, están inspirados en películas que admira, como Vertigo o La ventana indiscreta de Alfred Hitchcock, Noches blancas, de Luchino Visconti, cuyo argumento se inspira a su vez en la novela corta homónima de Fedor Dostoievski.

## Orígenes judíos
La película está ambientada en la comunidad judía de Nueva York, siendo el padre del protagonista un emigrante de Israel de origen ruso retornado a los Estados Unidos. Según explicó James Gray, sus padres son de origen judío ruso -y hablaban yídish-, por lo que se establece una analogía en la que el personaje del padre (interpretado por el israelí Moni Moshonov) sería un trasunto del propio padre del cineasta.
Como curiosidad, casi todos los miembros del equipo de la película son de origen judío ruso o simplemente judío, su director James Gray, los productores Mark Cuban y Tod Wagner, el montador John Axelrad, el director de fotografía Joaquín Baca-Asay (sefardí), el director de reparto Douglas Aibel y los cuatro actores principales, desdendientes, como el cineasta y los protagonistas, de emigrantes rusos judíos: Joaquim Phoenix (nacido Joaquin Rafael Bottom Dunetz), Gwyneth Paltrow (nacida Gwyneth Kate Weigert Paltrowitch Danner), Vinessa Shaw (nacida Vinessa Elizabeth Schwartz Damante) y Moni Moshonov. El origen hebreo es lógico porque guarda relación con la ambientación familiar de la película y las costumbres religiosas y culturales que en ella se muestran.